# 圣纳泽尔
圣纳泽尔（法語：Saint-Nazaire，法語發音：[sɛ̃ nazɛʁ] ⓘ），法国西部城市，位于卢瓦尔河地区大区的大西洋卢瓦尔省，是该省的一个副省会，下辖圣纳泽尔区。圣纳泽尔的市镇面积为46.79平方公里，2022年1月1日时人口数量为73,111人，是大西洋卢瓦尔省人口第二多的市镇，仅次于省会南特。
圣纳泽尔位于法国第一大河——卢瓦尔河入海口北侧，是该河流经的最后一座城市，也是法国西部重要的港口城市，历史上曾为重要的洲际贸易港口之一，二战时被严重破坏，战后得到重建，现为一座综合性的工商业城市。

## 地名来源
“圣纳泽尔”一名出现于中世纪，来源于基督教圣人米兰的纳泽尔，其布列塔尼语写法为。

## 历史

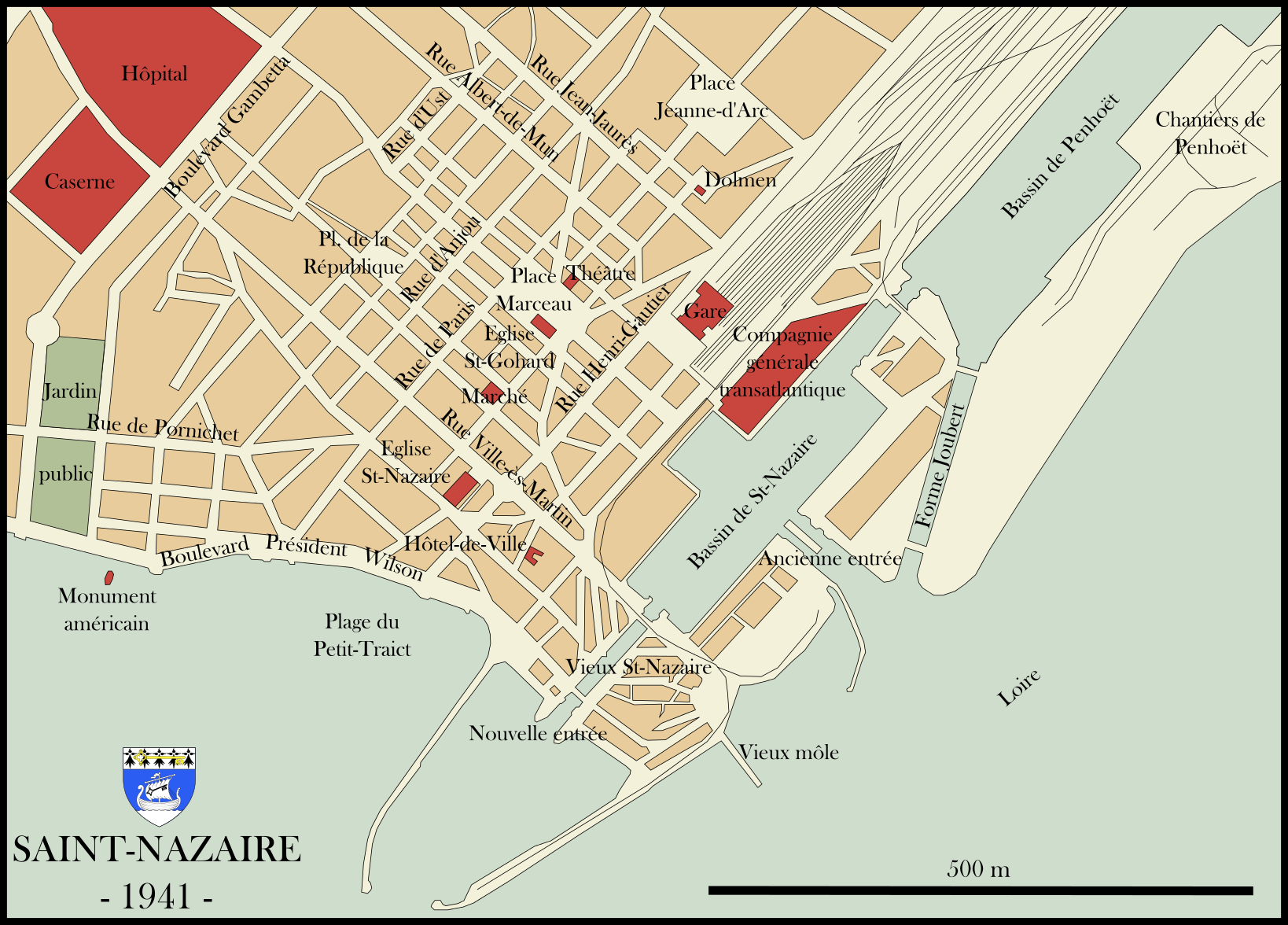
1941年的圣纳泽尔地图

圣纳泽尔早於古羅馬時代已有人居住，曾為羅馬帝國一部分，长期为卢瓦尔河口北岸的一个普通渔村。中世纪时，圣纳泽尔为栋日庄园的一部分。19世纪中期，随着航运的发展，一些吨位较大的船舶无法顺利进入卢瓦尔河，只能停靠在河口附近，圣纳泽尔由此开始出现大型港口，而配套的市政设施也由此出现。20世纪初，圣纳泽尔城市发展达到顶峰，成为法国与美洲大陆之间重要的贸易港口之一，被誉为“布列塔尼地区加利福尼亚”。但20世纪30年代，大部分连接法国和北美的航线改由距离巴黎更近的勒阿弗尔出发，圣纳泽尔开始出现衰落。第二次世界大戰期间，圣纳泽尔位于沦陷区，纳粹德军在该地建立潜艇工厂和船坞，此后成为了同盟国的打击目标。1942年3月28日，英军曾对圣纳泽尔港口发起袭击，炸毁船坞，以阻止“提尔比茨”号战列舰在此停泊修理，这次行动被丘吉尔称作“荣誉之战”。但圣纳泽尔也因此受到了巨大的破坏，市区建筑物几乎全部被摧毁，人口数量减少了3/4。二战后，圣纳泽尔城市及港口的陆续重建，但由于当地产业分布不均导则一系列社会问题的出现，于1955年爆发了大罢工。1975年，全长3.3公里的圣纳泽尔大桥建成通车，成为法国本土最长的跨河桥梁，也是卢瓦尔河全程最后一座桥梁。20世纪80年代，当地开始推行大西洋发展计划，与省会南特结合，成立了南特-圣纳泽尔大港，成为法国大西洋重要口岸，并建成了大型造船厂。旅游、教育等第三产业也有所发展。

## 地理

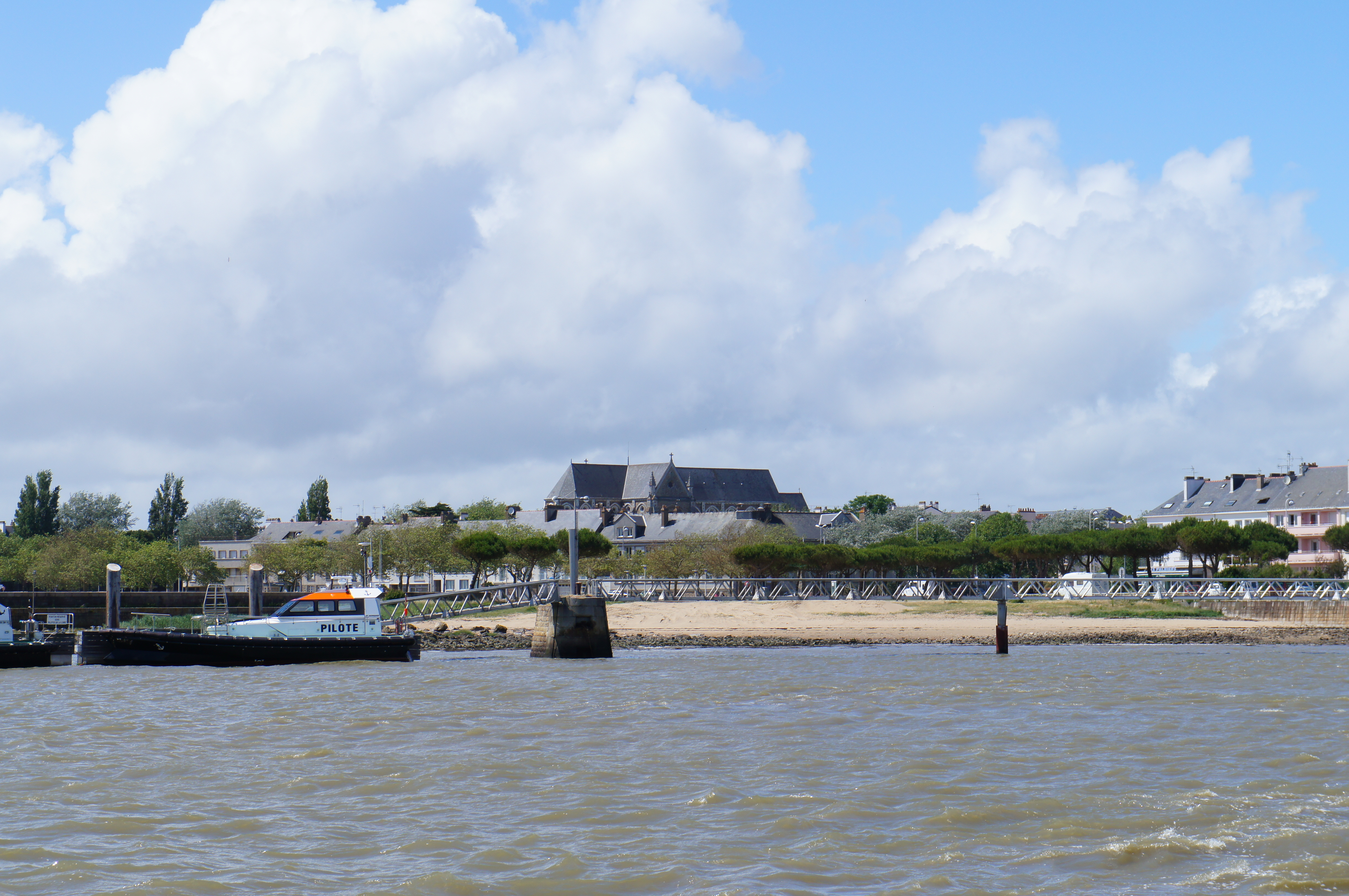
圣纳泽尔的一处码头

圣纳泽尔位于法国西部，卢瓦尔河地区大区西部和大西洋卢瓦尔省西部，距离省会南特大约63公里，距离首都巴黎大约370公里。与圣纳泽尔接壤的市镇包括：拉博勒-埃斯库布拉克、布列塔尼地区蒙图瓦尔、波尔尼谢、圣安德烈德索、圣若阿基姆、特里尼亚克。

### 地形
圣纳泽尔位于阿摩里卡丘陵南侧残脉地区，地表为现代冲积平原，多盐碱地。市区内地势平坦，境内海拔在0至47米之间。

### 水文
圣纳泽尔位于法国第一大河卢瓦尔河的河口北岸，内陆地区则有多处湖泊。

### 气候
圣纳泽尔在柯本气候分类法中属于典型的温带海洋性气候，正面受到北大西洋暖流的影响，年温差较小，降水分布均匀。
圣纳泽尔附近的布列塔尼地区蒙图瓦尔设有气象站，以下为该气象站的数据：
| 圣纳泽尔 1981–2010年 | 圣纳泽尔 1981–2010年 | 圣纳泽尔 1981–2010年 | 圣纳泽尔 1981–2010年 | 圣纳泽尔 1981–2010年 | 圣纳泽尔 1981–2010年 | 圣纳泽尔 1981–2010年 | 圣纳泽尔 1981–2010年 | 圣纳泽尔 1981–2010年 | 圣纳泽尔 1981–2010年 | 圣纳泽尔 1981–2010年 | 圣纳泽尔 1981–2010年 | 圣纳泽尔 1981–2010年 | 圣纳泽尔 1981–2010年 |
| 月份                 | 1月                  | 2月                  | 3月                  | 4月                  | 5月                  | 6月                  | 7月                  | 8月                  | 9月                  | 10月                 | 11月                 | 12月                 | 全年                 |
| -------------------- | -------------------- | -------------------- | -------------------- | -------------------- | -------------------- | -------------------- | -------------------- | -------------------- | -------------------- | -------------------- | -------------------- | -------------------- | -------------------- |
| 历史最高温 °C（°F）  | 16.8 (62.2)          | 20.7 (69.3)          | 23.5 (74.3)          | 27.5 (81.5)          | 31.2 (88.2)          | 37.2 (99.0)          | 36.2 (97.2)          | 38.4 (101.1)         | 32.8 (91.0)          | 28 (82)              | 20.9 (69.6)          | 16.9 (62.4)          | 38.4 (101.1)         |
| 平均高温 °C（°F）    | 9.3 (48.7)           | 9.9 (49.8)           | 12.8 (55.0)          | 15.2 (59.4)          | 18.8 (65.8)          | 22.3 (72.1)          | 24.4 (75.9)          | 24.5 (76.1)          | 21.8 (71.2)          | 17.4 (63.3)          | 12.7 (54.9)          | 9.7 (49.5)           | 16.6 (61.8)          |
| 日均气温 °C（°F）    | 6.3 (43.3)           | 6.5 (43.7)           | 8.9 (48.0)           | 10.8 (51.4)          | 14.3 (57.7)          | 17.2 (63.0)          | 19.2 (66.6)          | 19.1 (66.4)          | 16.6 (61.9)          | 13.3 (55.9)          | 9.2 (48.6)           | 6.6 (43.9)           | 12.3 (54.2)          |
| 平均低温 °C（°F）    | 3.4 (38.1)           | 3.0 (37.4)           | 5.0 (41.0)           | 6.3 (43.3)           | 9.7 (49.5)           | 12.2 (54.0)          | 14.0 (57.2)          | 13.7 (56.7)          | 11.4 (52.5)          | 9.3 (48.7)           | 5.7 (42.3)           | 3.5 (38.3)           | 8.1 (46.6)           |
| 历史最低温 °C（°F）  | −13.8 (7.2)          | −13.7 (7.3)          | −9.4 (15.1)          | −3 (27)              | −0.9 (30.4)          | 2 (36)               | 6.5 (43.7)           | 4.7 (40.5)           | 1.1 (34.0)           | −5.9 (21.4)          | −7.9 (17.8)          | −10.6 (12.9)         | −13.8 (7.2)          |
| 平均降水量 mm（）    | 81.5 (3.21)          | 64.3 (2.53)          | 56.2 (2.21)          | 56.8 (2.24)          | 65.8 (2.59)          | 38.9 (1.53)          | 39.6 (1.56)          | 34.5 (1.36)          | 68.3 (2.69)          | 94.1 (3.70)          | 85.2 (3.35)          | 89.2 (3.51)          | 774.4 (30.48)        |
| 月均日照時數         | 72.8                 | 102                  | 148.7                | 174.5                | 206.8                | 232.9                | 233.1                | 233.9                | 197.7                | 127.9                | 89.8                 | 72.4                 | 1,892.5              |
| 来源：Climat-data    |                      |                      |                      |                      |                      |                      |                      |                      |                      |                      |                      |                      |                      |

## 交通

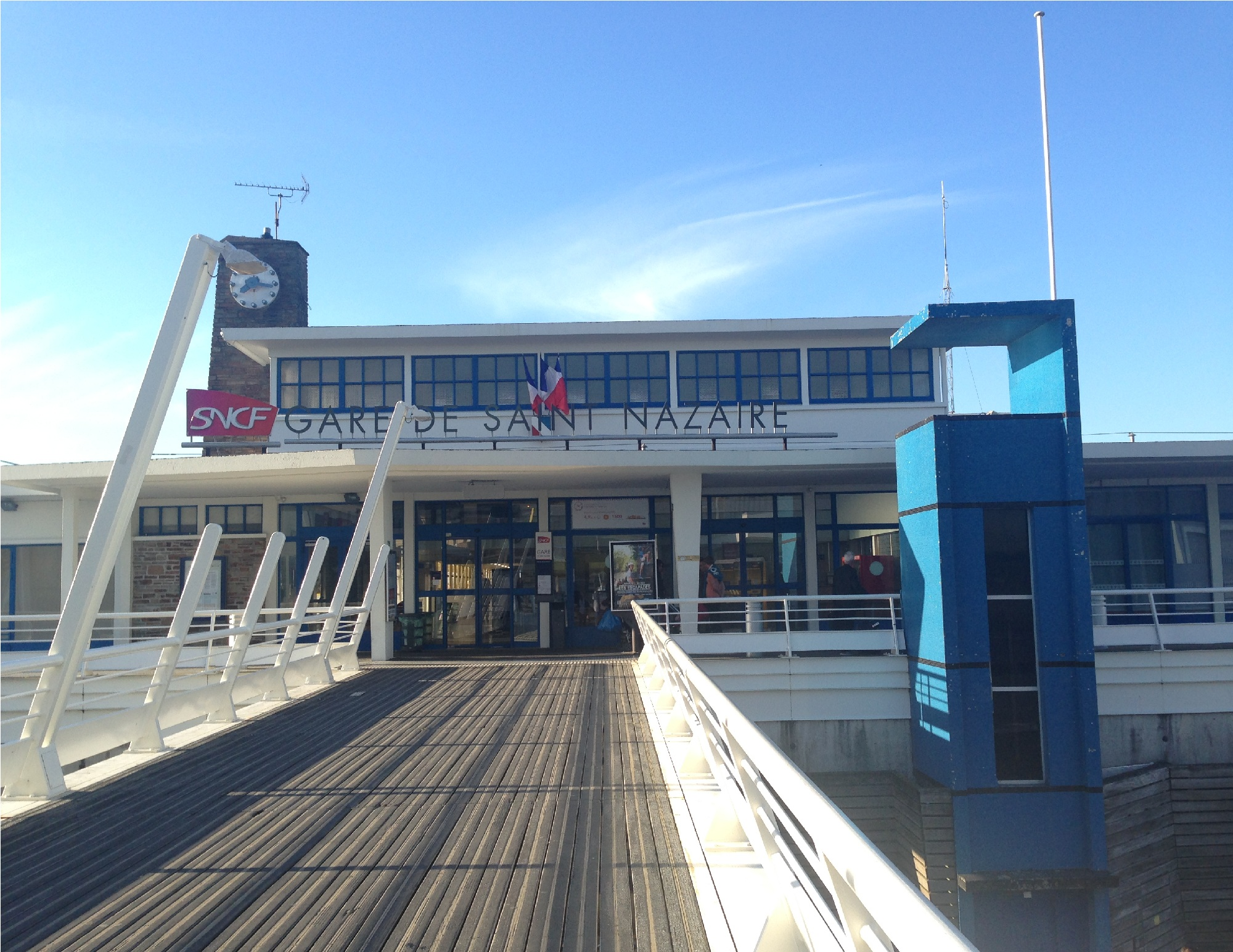
圣纳泽尔火车站

### 公路
法国国道171线和多条大西洋卢瓦尔省省道在圣纳泽尔交汇，其中省道D213线经圣纳泽尔大桥连通卢瓦尔河南岸。卢瓦尔大西洋省城际客运开行由圣纳泽尔前往波尔尼克、弗罗赛、勒东和沙托布里扬等地的汽车线路。2018年，68.9%的圣纳泽尔居民拥有至少1辆私人汽车。2016年，圣纳泽尔境内共发生78起交通事故。

### 铁路
圣纳泽尔位于法国铁路网西部，图尔－圣纳泽尔铁路和圣纳泽尔－勒克鲁瓦西克铁路在此贯通运行，全线电气化，是布列塔尼地区重要的铁路干线。圣纳泽尔火车站位于圣纳泽尔市区北部，该站每天开行直达巴黎的高速列车和连接南特与勒克鲁瓦西克之间的区域列车，每周末还停靠“卢瓦尔河号列车”，可直达卢瓦尔河中游城市奥尔良。该站为法国B类铁路车站，2018年共发送旅客数量85.1万人次。圣纳泽尔境内另有两次铁路乘降所：庞韦特站和梅昂十字架站。

### 航空

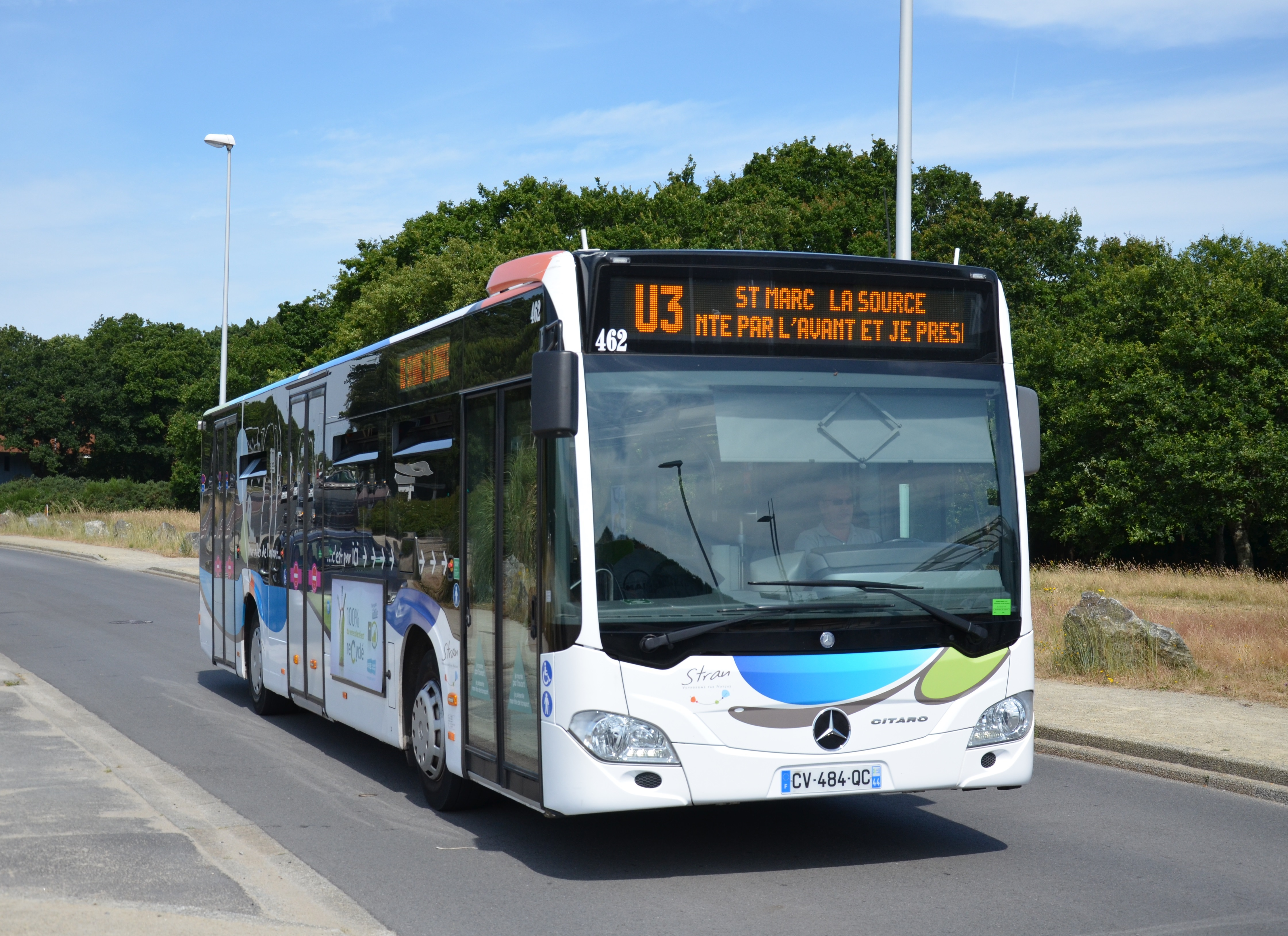
圣纳泽尔街头的一辆公共汽车

圣纳泽尔-蒙图瓦尔机场位于圣纳泽尔市区东部的布列塔尼地区蒙图瓦尔境内，距离市区大约6.9公里。该机场开行少量包机航线。除此之外，距离圣纳泽尔最近的民用机场为南特大西洋机场。

### 水运
圣纳泽尔港为法国重要的货运港口，同时也开行卢瓦尔河口游览航线。

### 城市公共交通
圣纳泽尔城市公共交通成立于1984年，现开行1条大容量巴士线路（商业名称为）和12条普通公交线路，覆盖了圣纳泽尔城市圈公共社区内的大部分街区。

## 行政区划

圣纳泽尔市镇在大西洋卢瓦尔省的位置

圣纳泽尔是法国卢瓦尔河地区大区大西洋卢瓦尔省的一个市镇，编号为44184。圣纳泽尔是两个省级选区（中文误译为“县”）的中心，也是圣纳泽尔地区与河口城市圈公共社区的核心市镇。
法国国家统计与经济研究所（INSEE）在进行数据统计时，将圣纳泽尔分为了31个“信息块区”（IRIS）。

## 人口
2016年，圣纳泽尔的市镇范围内的合法人口数量为69,719人，其中男性33,352人，女性36,367人，75岁及以上人口数量占比为9.3%，外籍人口3,515人，总人口数量在全法国排名第74位，在大西洋卢瓦尔省排名第二。人口密度为1,490人/平方公里。2018年，圣纳泽尔的出生人口数量为736人，死亡人口数量为806人。
当地居民被称为（男性）或（女性）。
| 年份   | 1936   | 1946   | 1954   | 1962   | 1968   | 1975   | 1982   | 1990   | 1999   | 2006   | 2011   | 2016   | 2017   |
| ------ | ------ | ------ | ------ | ------ | ------ | ------ | ------ | ------ | ------ | ------ | ------ | ------ | ------ |
| 人口數 | 43,281 | 11,802 | 39,350 | 58,286 | 63,289 | 69,251 | 68,348 | 64,812 | 65,868 | 68,838 | 67,097 | 69,719 | 69,993 |

## 政治

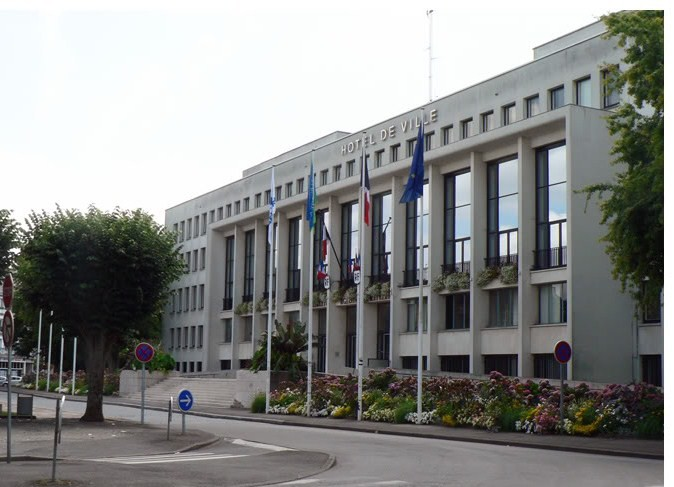
圣纳泽尔市政厅

现任圣纳泽尔市长为达维德·桑赞（David Samzun）先生，他是社会党的一名成员，自2014年起担任市长职务，在2020年的市政选举中获得了57.15%的支持率。
| 圣纳泽尔历届市长   |                  |                      |
| 任期               | 市长             | 党派                 |
| 1945年－1946年     | 让·吉通          | SFIO工人国际法国支部 |
| 1946年－1947年     | 皮特尔·格勒纳潘  | 不详                 |
| 1947年－1954年     | 弗朗索瓦·布朗绍  | SFIO工人国际法国支部 |
| 1954年（5月－6月） | 路易·布勒托尼埃  | 不详                 |
| 1954年－1968年     | 弗朗索瓦·布朗绍  | SFIO工人国际法国支部 |
| 1968年－1983年     | 艾蒂安·科        | PS社会党             |
| 1983年－2014年     | 若埃尔-居伊·巴特 | PS社会党             |
| 2014年－           | 达维德·桑赞      | PS社会党             |

在2017年法国大选的第一轮选举和第二轮选举当中，法国现任总统马克龙在圣纳泽尔分别获得29.02%和77.15%的支持率，居所有候选人首位。

## 经济

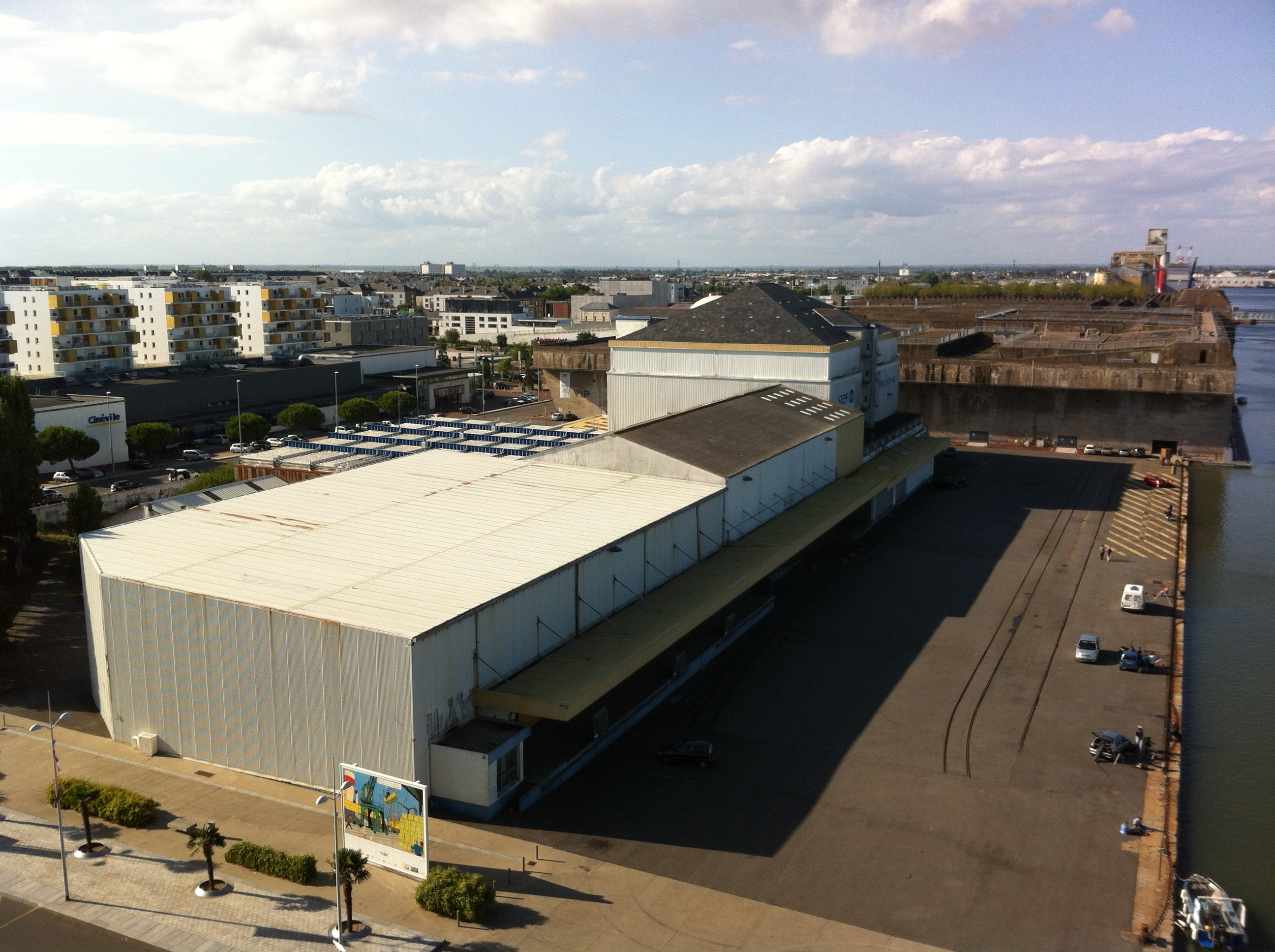
圣纳泽尔的一处海事仓库

圣纳泽尔是大西洋卢瓦尔省人口第二多的市镇。

### 财政
2017年，圣纳泽尔的财政支出总额为10261.3万欧元，财政收入总额为11431.4万欧元，债务总额为5432.8万欧元。

### 收入
2014年，圣纳泽尔的人均月纯收入为2,321欧元，其中高级职员为4,238欧元，高于法国平均水平（4,141欧元）；普通工人为1,802欧元，亦高于法国平均水平（1,637欧元）。
2016年，圣纳泽尔的青壮年人口（15-64岁）失业率为7.4%。总人口中有44.4%拥有纳税资格。

## 社会事务

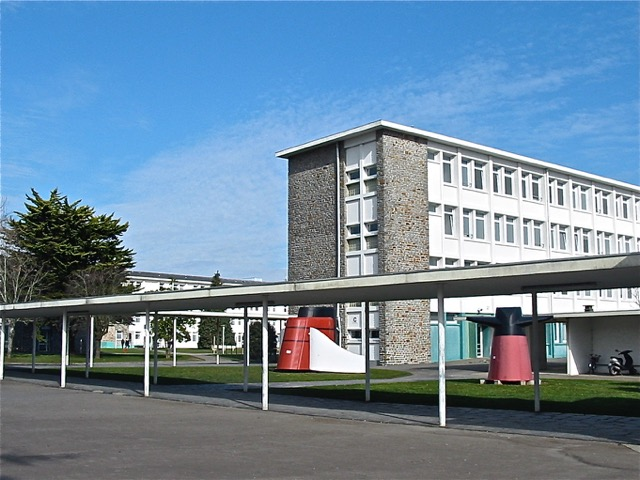
圣纳泽尔阿里斯蒂德·布里扬高级中学

### 科研教育
圣纳泽尔属于南特学区。截止2018年底，圣纳泽尔境内共有11所幼儿园、29所小学、8所初级中学、5所普通高中和6所职业高中，另有2所卫生学校。2018－2019年学年度，圣纳泽尔境内中等阶段在校学生总人数为7,358人。
南特大学是法国的一所公立综合性大学，在圣纳泽尔市区西南设有大学城。

### 医疗
截止2018年1月1日，圣纳泽尔境内共有全科医生99名，保健师67名，牙医42名、护士66名、耳科医生5名、眼科医生13名、皮肤科医生3名、助产士10名、儿科医生3名和妇科医生6名。市区内共有药房26家。
圣纳泽尔中心医院（Centre Hospitalier de Saint-Nazaire）位于圣纳泽尔市区西南部，靠近大学城，是圣纳泽尔城市圈公共社区内最大的综合性医疗机构。
此外，圣纳泽尔境内还有12家养老院和10处残疾人帮扶中心。

### 住房

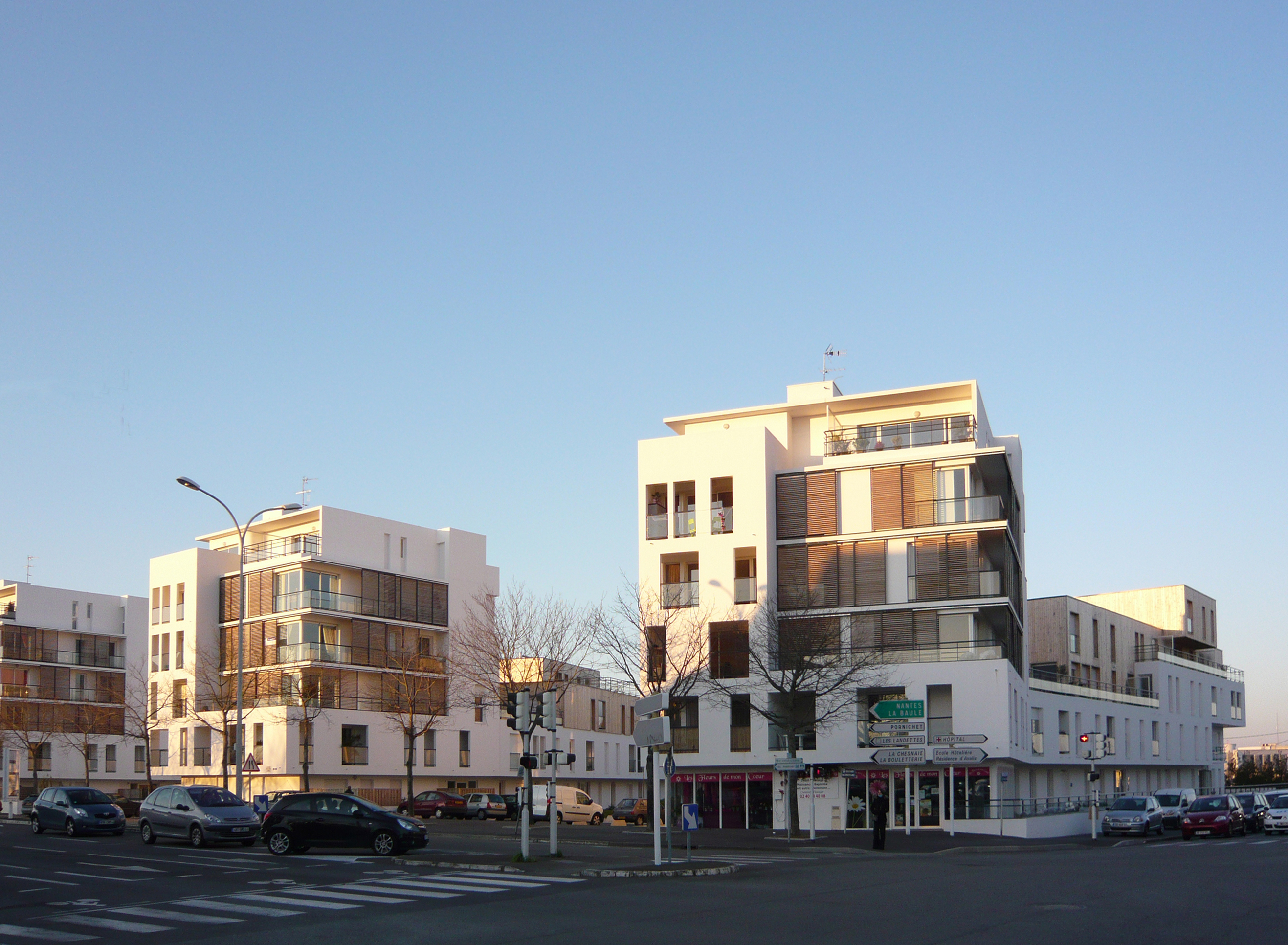
圣纳泽尔的一处现代街区

2015年，圣纳泽尔境内共各类居民住房40,160处，比上一年增加了633处。其中86.3%为常住居民住房。

### 商业
2015年，圣纳泽尔境内共有各类商业铺面3,585家，其中餐饮服务类商业铺面1,336家，个体性的商铺主要位于圣纳泽尔市中心，而圣纳泽尔市区西南部则设有开放式商业区，数十家大型商场分布与此。

### 体育
截止2019年初，圣纳泽尔共包括3个游泳池、22个体育馆、5个体育场、20个网球场、2个跑马场、16个足球或橄榄球场和11个篮球场或排球场。圣纳泽尔体育中心位于圣纳泽尔市区，是当地最大的体育设施。

### 环境
圣纳泽尔境内的环境和可持续发展事务由圣纳泽尔地区与河口城市圈公共社区负责。2015年，圣纳泽尔市区内共有6家污染企业。

## 文化

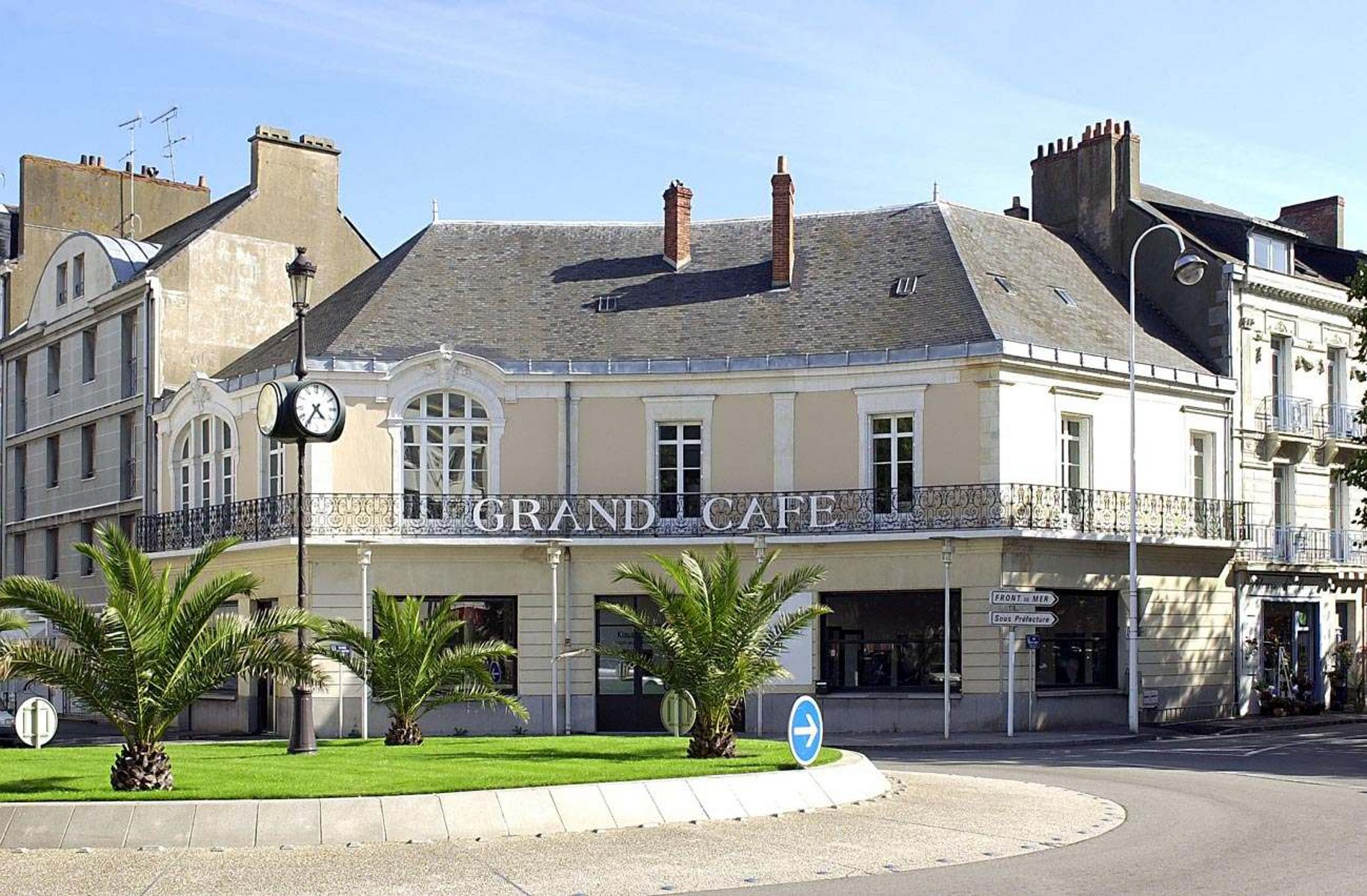
圣纳泽尔艺术与文化场所

圣纳泽尔境内有1处歌剧院、2处电影院、1家博物馆和1个音乐厅。当地每年夏季举办阶梯音乐节。

### 旅游
圣纳泽尔境内共有7处法国文物保护单位，其中三石巨石阵和迪西尼亚克坟冢是新石器时期的人类活动遗迹，均位于圣纳泽尔市区，于1889年被列入文物保护单位。除此之外，当地的主要旅游景点为战后新建的建筑物。截止2018年，圣纳泽尔共有13家宾馆共490个房间，另有一处宿营地。

### 媒体
法国主要的媒体均可在圣纳泽尔接收，法国电视三台下属的卢瓦尔河地区大区频道在部分时段播出圣纳泽尔所属区域的地方新闻。

## 对外交流
| - 英格兰 桑德兰 - 德国 萨尔路易 - 西班牙 阿维莱斯 - 魁北克省 圣于贝尔 - 法國 佩亚克 | - 古巴 西恩富戈斯 - 墨西哥 普罗格雷索 - 喀麦隆 克里比 |